# Phaeoura encelada
Phaeoura encelada là một loài bướm đêm trong họ Geometridae.